# Математическая структура
Математи́ческая структу́ра — название, объединяющее понятия, общей чертой которых является их применимость к множествам, природа которых не определена. Для определения самой структуры задают отношения, в которых находятся элементы этих множеств. Затем постулируют, что данные отношения удовлетворяют неким условиям, которые являются аксиомами рассматриваемой структуры.
Построение аксиоматической теории некоторой структуры — вывод логических следствий из аксиом структуры, без каких-либо других предположений относительно самих рассматриваемых элементов, и, в частности, от всяких гипотез относительно их «природы».
Понятие структуры первоначально было неформальным. В работах Бурбаки построена формальная теория структур, которую предполагалось положить в основания математики, однако в такой роли эта теория не закрепилась.

## Основные типы структур
Отношения, являющиеся исходной точкой в определении структуры, могут быть весьма разнообразными.
Важнейшим типом структур являются алгебраические структуры. Например, отношение, называемое «законом композиции», то есть отношение между тремя элементами, которое определяет однозначно третий элемент как функцию двух первых. Когда отношения в определении структуры являются «законами композиции», соответствующая математическая структура называется алгебраической структурой. Например, структуры лупы, группы, поля определяется двумя законами композиции с надлежащим образом выбранными аксиомами. Так сложение и умножение на множестве вещественных чисел определяют поле на множестве этих чисел.
Второй важный тип представляют структуры, определённые отношением порядка, то есть структуры порядка. Это отношение между двумя элементами {\displaystyle x,\;y}, которое чаще всего мы выражаем словами «{\displaystyle x} меньше или равно {\displaystyle y}» и которое в общем случае обозначается как {\displaystyle xRy}. В этом случае не предполагается, что это отношение однозначно определяет один из элементов {\displaystyle x,\;y} как функцию другого.
Третьим типом структур являются топологические структуры, в них через абстрактную математическую формулировку средствами общей топологии реализуются интуитивные понятия окрестности, предела и непрерывности.

## Иерархия структур математики
Группа математиков, объединённая под именем Николя Бурбаки, в статье «Архитектура математики» (1948) представила математику как трёхуровневую иерархию структур, идущих от простого к сложному, от общего к частному.
На первом уровне вводятся основные (порождающие) математические структуры, среди них в качестве главнейших, порождающих (фр. les structures-mères) выделены:
- алгебраические структуры;
- топологические структуры;
- структуры порядка.

В каждом из этих типов структур присутствует достаточное разнообразие. При этом следует различать наиболее общую структуру рассматриваемого типа с наименьшим числом аксиом и структуры, которые получаются из неё в результате её обогащения дополнительными аксиомами, каждая из которых влечёт за собой и новые следствия.
На второй уровень поставлены сложные математические структуры (фр. multiples) — структуры, в которые входят одновременно одна или несколько порождающих структур, но не просто совмещённые друг с другом, а органически скомбинированные при помощи связывающих их аксиом. Например, топологическая алгебра изучает структуры, определяемые законами композиций и топологической структурой, которые связаны тем условием, что алгебраические операции являются непрерывными (в рассматриваемой топологии) функциями элементов. Другим примером является алгебраическая топология, которая рассматривает некоторые множества точек пространства, определённые топологическими свойствами, как элементы, над которыми производятся алгебраические операции. Многие из используемых в приложениях структур можно отнести ко второму уровню, например, структура событий связывает частичный порядок со специального рода бинарным отношением.
На третьем уровне — частные математические структуры, в которых элементы рассматриваемых множеств, бывшие в общих структурах совершенно неопределёнными, получают более определённую индивидуальность. Именно таким образом получают такие теории классической математики, как математический анализ функций вещественной и комплексной переменной, дифференциальная геометрия, алгебраическая геометрия.

## История
Понятие структуры первоначально использовалось в общей алгебре неформально. Самая известная попытка формализации этого понятия была предпринята Бурбаки (на работы Бурбаки опирается и эта статья); до неё была, например, теория алгебраических структур Ойстина Оре. Бурбаки использовали свою теорию структур как основания математики наряду с теорией множеств. Однако фактически теория структур мало используется даже в их собственных дальнейших работах и в целом не закрепилась в математике. В 1940-е — 1950-е годы накопившиеся представления о сходстве широкого класса алгебраических структур и структур порядка привели к созданию универсальной алгебры и понятия алгебраической системы — множества, наделённого набором операций и отношений (однако не все алгебраические структуры в смысле Бурбаки эффективно выражаются на языке универсальной алгебры). Начиная с 1960-х — 1970-х годов идеи математических структур чаще выражают на языке теории категорий.